# Le Fay-Saint-Quentin
Le Fay-Saint-Quentin – miejscowość i gmina we Francji, w regionie Hauts-de-France, w departamencie Oise.
Według danych na rok 1990 gminę zamieszkiwało 407 osób, a gęstość zaludnienia wynosiła 57 osób/km² (wśród 2293 gmin Pikardii Le Fay-Saint-Quentin plasuje się na 603. miejscu pod względem liczby ludności, natomiast pod względem powierzchni na miejscu 679.).